# Письма Платона
Пи́сьма Плато́на — тринадцать писем, авторство которых приписывают Платону. Имеют в основном биографический характер.
I. Платон желает Дионисию благополучия
Письмо адресовано тирану Сиракуз Дионисию Младшему. Считается подложным.
II. Платон желает Дионисию благополучия
Относится ко времени между вторым и третьим посещением Сиракуз или после третьего приезда Платона.
III. «Платон Дионисию — радуйся»
Видимо, написано после третьего приезда Платона в Сиракузы (361—360 года до н. э.).
IV. Платон Диону Сиракузскому желает благополучия
Написано, видимо, в 357 году до н. э.
V. Платон желает Пердикке благополучия
Письмо адресовано македонскому царю Пердикке III. Написано в промежутке между вторым и третьем приездом Платона в Сиракузы.
VI. Платон Гермию, Эрасту и Корсику желает благополучия
Написано в последние годы жизни Платона.
VII. Платон родственникам и друзьям Диона желает благополучия
VIII. Платон близким и друзьям Диона желает благополучия
IX. Платон Архиту из Тарента желает благополучия
X. Платон Аристодору желает благополучия
XI. Платон Лаодаманту желает благополучия
XII. Платон Архиту из Тарента желает благополучия
XIII. Платон Дионисию, тирану Сиракуз желает благополучия
Написано около 365 года до н. э. в промежутке между вторым и третьем приездом Платона в Сиракузы.

## Переводчики на русский
- Кондратьев, Сергей Петрович (филолог)